# Misoginia

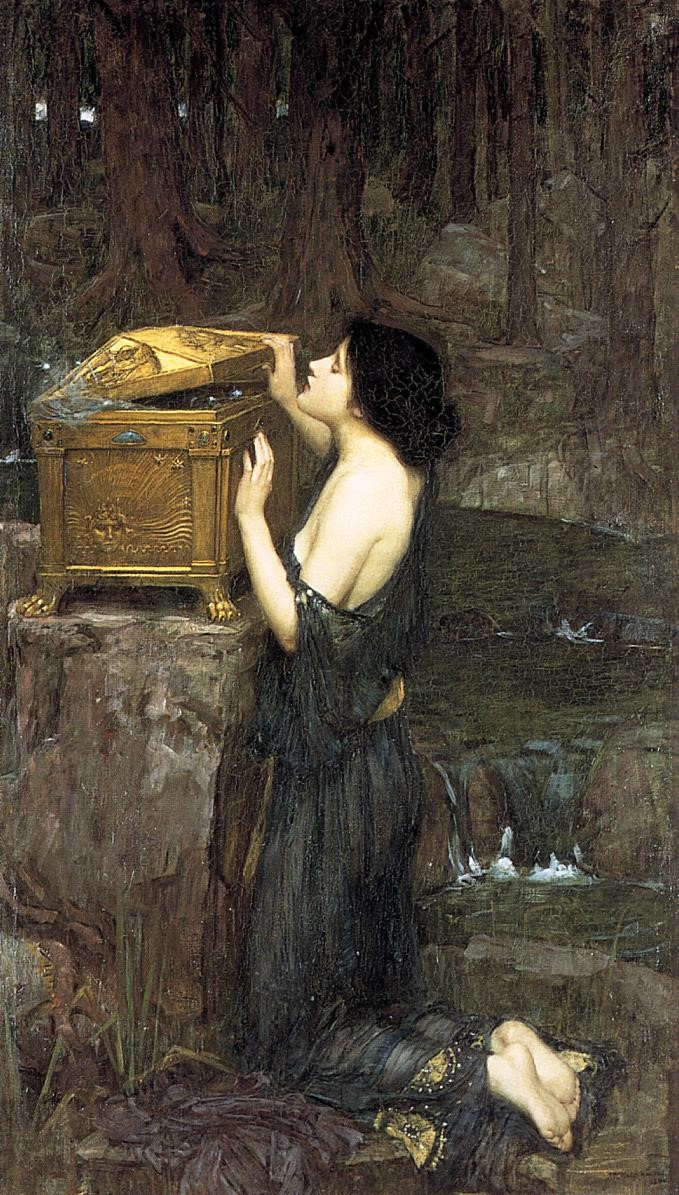
Pandora, cuadro de John William Waterhouse.

La misoginia (del griego μισογυνία; misos y gyne respectivamente: ‘odio a la mujer’) es el odio, la aversión, o desprecio hacia las mujeres. Se la considera como el homólogo sexista de la misandria. La misoginia puede manifestarse de diversas maneras, que incluyen denigración, rechazo, discriminación y violencia contra la mujer.

## Definición
De acuerdo con el sociólogo Allan G. Johnson: «[…] es la parte central de los prejuicios e ideologías sexistas y, como tal, es una de las bases para la opresión de las mujeres en las sociedades dominadas por hombres. La misoginia se manifiesta de diferentes maneras, desde bromas a pornografía, violencia y el sentimiento de odio hacia su propio cuerpo al que las mujeres son instruidas a sentir.»
El sociólogo Michael Flood, de la Universidad de Wollongong, define la misoginia como el odio hacia la mujer y señala:

«Aunque más común en hombres, la misoginia también es practicada por las mujeres contra otras mujeres o incluso hacia sí mismas. La misoginia funciona como un sistema de ideologías o creencias que han acompañado a las sociedades patriarcales o dominadas por hombres por miles de años y continúa colocando a la mujer en posiciones subalternas con poca posibilidad de poder o de toma de decisiones. [...] Aristóteles sostenía que la mujer existe como una deformidad de la naturaleza o como hombres imperfectos [...]. Así, las mujeres de occidente han interiorizado su papel como los chivos expiatorios de la sociedad, influenciado en el siglo veintiuno por la objetivación de la mujer en los medios, a través del culturalmente odiado autodesprecio y fijación a la cirugía plástica, la anorexia y la bulimia.»

Los diccionarios definen la misoginia como el «odio a la mujer» u «odio, aversión o desconfianza a la mujer». En 2012, respondiendo a los eventos ocurridos en el Parlamento de Australia, el Macquarie Dictionary (que documenta el Inglés australiano y el inglés neozelandés) expande la definición para incluir no solo el odio a la mujer, sino que agregó «prejuicios arraigados contra la mujer». Lo inverso a la misoginia es la misandria, el odio o aversión a los hombres; el antónimo de misoginia es filoginia, el amor o agrado hacia las mujeres.

## Grecia clásica

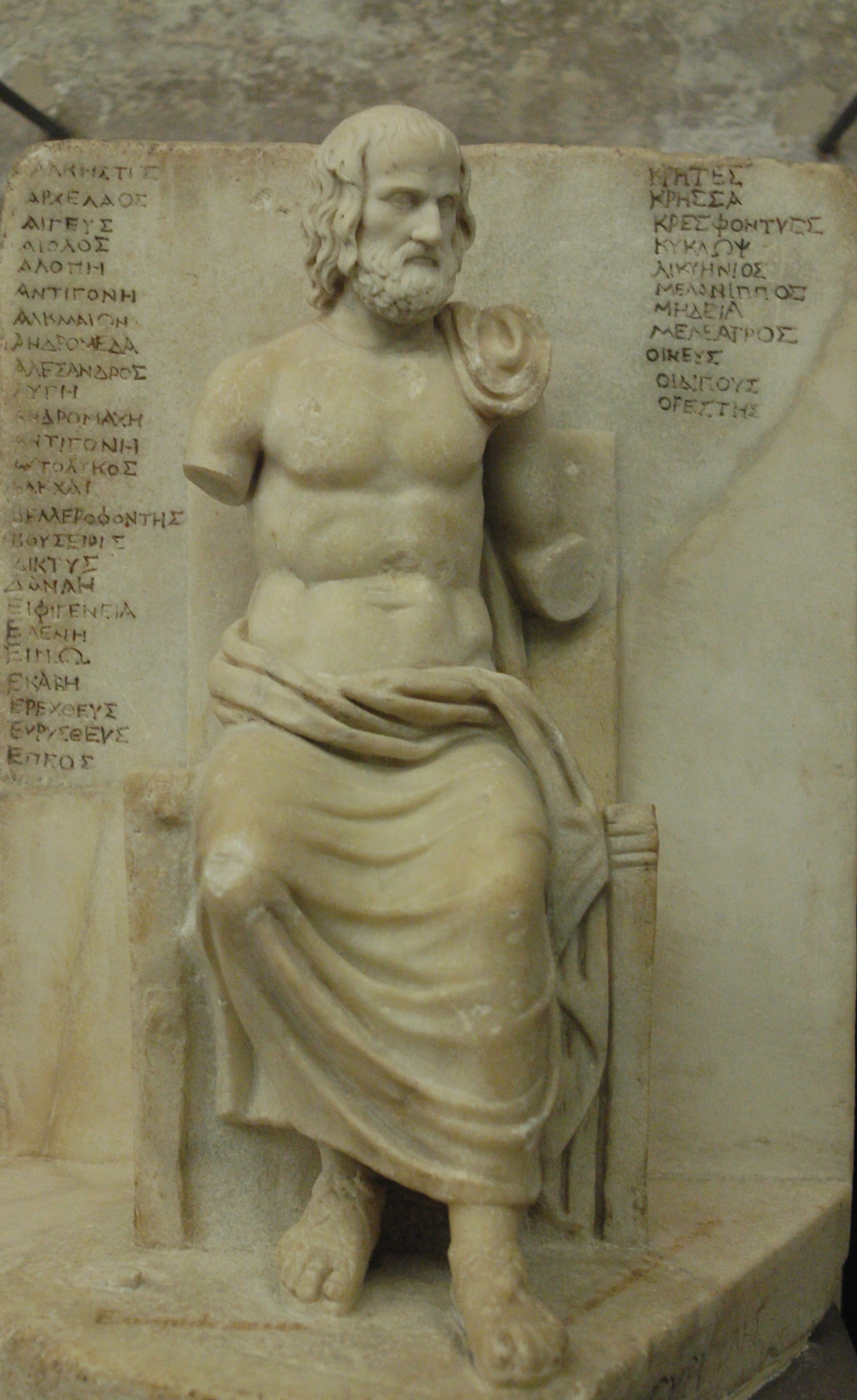
Eurípides

En su libro La ciudad de Sócrates: Una introducción a la Atenas clásica, J.W. Roberts argumenta que la misoginia es incluso más antigua que la tragedia y la comedia en la literatura griega, y que esta se remonta al menos hasta Hesíodo.
La palabra misoginia proviene del vocablo griego misogunia (μισογυνία), que se encuentra en dos pasajes.
Semónides de Amorgos ya compuso unos famosos yambos contra las malas mujeres, comparando además a las buenas con abejas hacendosas y melíferas. Pero el más antiguo y completo se encuentra en el tratado moral Sobre el matrimonio (c. 150 a. C.) escrito por el filósofo estoico Antípatro de Tarso. Antípatro argumenta que el matrimonio es la base del Estado, y considera que se sustenta en un decreto (politeísta) divino. Antípatro usa la palabra misogunia para describir los escritos de Eurípides —tēn misogunian en tō graphein (τὴν μισογυνίαν ἐν τῷ γράφειν «la misogínia en la escritura»). Sin embargo, Antípatro no menciona dónde encuentra misoginia en la escritura de Eurípides, simplemente expone su creencia de que incluso un hombre que odia a las mujeres (Eurípides) elogia a las esposas, y concluye su argumento con la importancia del matrimonio: «Es realmente heróico».
La imagen misógina de Eurípides también se puede encontrar en el Banquete de los eruditos, donde Ateneo incluye a uno de los comensales citando a Jerónimo de Cardia, quien confirma que su reputación era del conocimiento general, mientras ofrecía comentarios a Sófocles sobre el asunto en cuestión:

«El poeta Eurípides, también, era adicto a las mujeres: en todos los eventos "Hieronymus", en sus Comentarios Históricos, dice lo siguiente: "Cuando alguien le decía a Sófocles que Eurípides era un 'odiamujeres', 'Tal vez lo sea', decía, 'en sus tragedias, pero en la cama estaba muy encariñado con las mujeres'.

Aun con la fama de Eurípides, Antípatro no es el único escritor que manifiesta aprecio por la mujer en sus escritos. Katherine Henderson y Barbara McManus afirman que «muestra más empatía a las mujeres que cualquier otro escritor antiguo», citando las «críticas relativamente modernas» para apoyar su afirmación.
Otro ejemplo del uso de la palabra griega es dado por Crisipo de Solos en un fragmento de En afecciones citado por Galeno en Hipócrates Affecciones. Aquí, misoginia es la primera de una pequeña lista de los tres «desafectos»—mujeres (misogunian), vino (misoinian, μισοινίαν) y humanidad (misanthrōpian, μισανθρωπίαν). El punto de Crisipo es más abstracto que el de Antípatro. Galeno cita el pasaje como ejemplo de una opinión contraria a la suya; lo que sí es claro es que agrupa el odio a las mujeres junto al odio a la humanidad en general, e incluso con el odio al vino: «Era una opinión imperativa en sus días de que el vino fortalece el cuerpo y el alma por igual.» Entonces Crisipo, como su compañero estoico Antípatro, ve la misoginia como algo negativo, una enfermedad, una aversión a algo bueno. Este es el conflicto o cambio de visiones filosóficamente polémicas para los escritores antiguos. Ricardo Salles sugiere que el punto de vista del estoicismo, en general, era que "[un] hombre no solo puede alternar entre el amor y el odio hacia la mujer, entre la filantropía y la misantropía, sino que puede ser incitado hacia una u otra".
Aristóteles también ha sido acusado de misógino por haber escrito que las mujeres son inferiores a los hombres. De acuerdo a Cynthia Freeland (1994):

Aristóteles dice que el valor de los hombres se encuentra en el mando, el de la mujer reside en obedecer; que 'la materia anhela por la forma, como la mujer por el hombre y lo feo por lo hermoso'; que la mujer tiene menos dientes que el hombre; que la mujer es un hombre incompleto o 'por decirlo así, una deformidad': que contribuye solo como materia y no como forma a la siguiente generación; que en general 'una mujer es quizá un ser inferior'; que personajes femeninos serían inapropiados en una tragedia si estas fueran muy valientes o muy listas [...]

En La guía filosófica de Routledge de Platón y La República, Nickolas Pappas describe el "problema de la misoginia" y afirma:

En la Disculpa, Sócrates llama a aquellos que ruegan por su vida en la corte "no mejores que las mujeres" (35b) [...]. El Timaeus advierte a los hombres que si viven inmoralmente reencarnarán como mujeres (42b-c; cf. 75d-e). La República contiene varios comentarios del mismo estilo (387e, 395d-e, 398e, 431b-c, 469d), evidencia del desprecio hacia las mujeres. Incluso las palabras de Sócrates, en su audaz propuesta sobre el matrimonio [...] sugieren que la mujer esta hecha para "pertenecer" a los hombres. Nunca dice que el hombre pueda pertenecer a las mujeres [...]. También hay que tener en cuenta la insistencia de Sócrates de que el hombre supera a la mujer en cualquier tarea que ambos sexos intenten (455c, 456a), y su observación en el Libro VIII de que un signo de una falla moral de la democracia es la igualdad sexual que promueve (563b).

Otra acepción del término Misógino se encuentra en el Griego —misogunēs (μισογύνης)— en Deipnosophistae (arriba) y en las Vidas Paralelas de Plutarco; también es utilizado como título para el Heracles en la historia de Foción. Era el título de una obra escrita por Menandro, de la que tenemos conocimiento por el libro VII (sobre Alejandría) de los 17 volúmenes de la Geografía de Estrabon, y citas de Menandro en Clemente de Alejandría y Estobeo que tratan sobre el matrimonio. Menandro también escribió una obra llamada Misoumenos (Μισούμενος) o El Hombre (Ella) Odiado. Otra obra griega con un nombre similar, Misóginos (Μισόγυνος) u Odia Mujeres es mencionada por Marco Tulio Cicerón (en latín) y atribuido al poeta Marco Atilio Régulo.

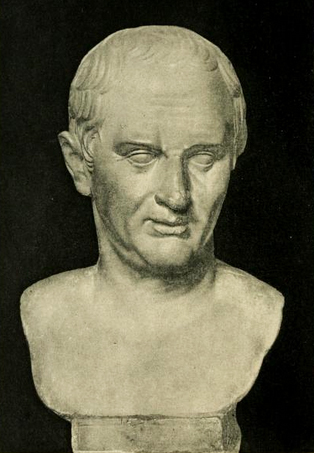
Marco Tulio Cicerón

Cicerón establece que los filósofos griegos consideraban que la misoginia se padecía a causa de la ginofobia, miedo hacia la mujer.

Es igual que con otras enfermedades; como el deseo de gloria, una pasión por la mujer, que los griegos llamaban "Filoginia: y por lo tanto todas los males y enfermedades son creados. Pero aquellos sentimientos son lo contrario a estos, deben ser temidos por su fundación, como el odio a la mujer; esto es representado en "Odia mujeres" de Atilio. O el odio de toda la especie humana, como lo que se dice que ha hecho Timón, a quien llaman el Misántropo; del mismo tipo de inhospitalidad. Y cómo todas estas enfermedades proceden de un miedo de las cosas que temen y evitan.
Cicero Disputaciones tusculanas, Siglo I, DC.

La forma más común de esta palabra es misogunaios (μισογύναιος).
- También hay algunas personas fácilmente saciados con su conexión con la misma mujer, siendo al mismo tiempo locos por las mujeres y odia mujeres. — Filón, De leyes especiales, siglo I.[27]
- Aliado con Venus en posiciones honorables Saturno hace a sus súbditos odiadores de mujeres, amantes de lo antiguo, solitarios, no gratos de conocer, sin ambiciones, odiadores de lo hermoso,... — Ptolomeo, "Calidad del alma", Tetrabiblos, siglo II.[28][29]
- Te probaré que este maravilloso maestro, este odia mujeres, no se satisface con placeres ordinarios durante la noche. — Alcifrón, "Thais to Euthydemus", siglo II.[30]

La palabra también se encuentra en la Antología Vettius Valens' y los Principios de Damasceno.
En resumen, la literatura griega considera a la misoginia como una enfermedad—un comportamiento antisocial— en el sentido que era contrario a sus percepciones del valor de las mujeres como esposas y de la familia como base de la sociedad. Esto es ampliamente conocido en la literatura secundaria.

## Religión

### Grecia Antigua
En Misoginia: El prejuicio más antiguo del mundo, Jack Holland afirma que hay evidencia de misoginia en la mitología del mundo antiguo. En la mitología griega de acuerdo a Hesíodo, la raza humana ha experimentado una existencia pacífica, autónoma como un compañero de los dioses antes de la llegada de las mujeres. Cuando Prometeo decide robar a los dioses el secreto del fuego, Zeus enfurecido decide castigar a la humanidad con un "mal para su deleite". Este "mal" fue Pandora, la primera mujer, quien cargaba un recipiente (erróneamente descrito como una caja) que se le prohibió abrir. Epimeteo (hermano de Prometeo) abrumado por su belleza, ignora las advertencias de Prometeo sobre ella, y se casa con Pandora. Pandora al no resistir la curiosidad de abrir el recipiente desata al mundo todos los males; parto, enfermedad, vejez, y muerte.

### Budismo
En su libro El poder de la negación: el budismo, la pureza, y el género, el profesor Bernard Faure, de la Columbia University argumenta que "el budismo es, paradójicamente, ni tan sexista, ni tan igualitario como se suele pensar." Agrega: "Muchos estudiosos feministas han subrayado el carácter misógino del budismo". Hace hincapié en que el budismo exalta moralmente a sus monjes varones, mientras que las madres y esposas de los monjes también tienen un papel importante:

Mientras que algunos estudiosos ven el budismo como parte de un movimiento de emancipación, otros lo ven como una fuente de opresión. Tal vez esto es solo una distinción entre optimistas y pesimistas, o entre idealistas y realistas [...]. A medida que comenzamos a darnos cuenta, el término "budismo" no designa una entidad monolítica, sino que abarca una serie de doctrinas, ideologías y prácticas, algunas de las cuales parecen invitar, tolerar, e incluso cultivar lo "otro" en sus márgenes.

### Cristianismo

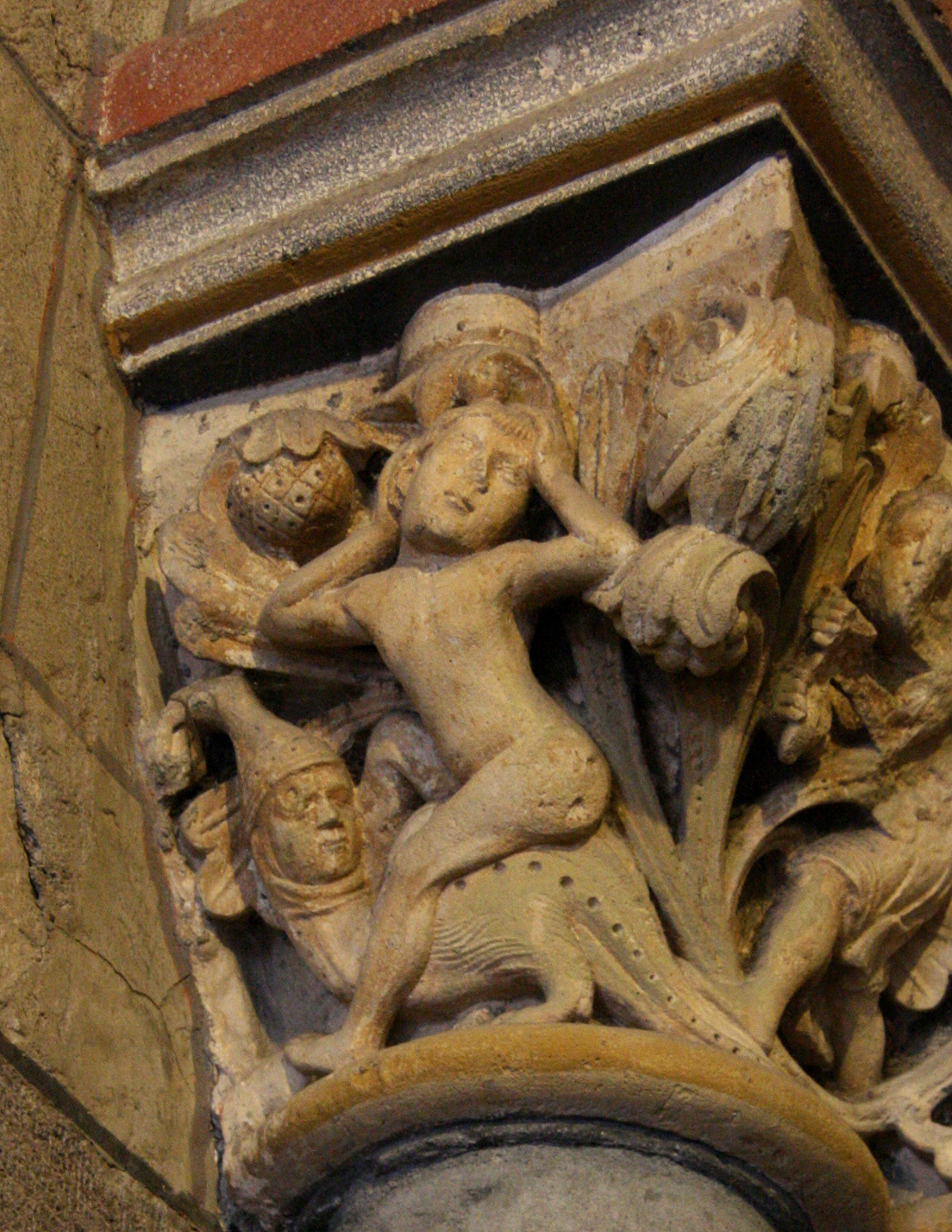
Eva monta a horcajadas sobre la Serpiente en un capitel en Laach Abbey church,.

Las diferencias en las tradiciones e interpretaciones de las escrituras han causado segmentación en las diferentes concepciones del cristianismo que difieren en sus creencias con respecto al trato hacia las mujeres.
En El problemático ayudante Katharine M. Rogers dice que el cristianismo es misógino y enumera lo que afirma son ejemplos de misoginia en las Epístolas paulinas. Ella afirma:

Las bases de la misoginia cristiana —su culpa por el sexo, su insistencia en el sometimiento femenino, su temor a la seducción femenina— están todas en las epístolas de San Pablo.

En los Estudios de literatura feminista: Una Introducción, Ruthven hace referencia al libro de Rogers y argumenta que el "legado de la misoginia cristiana fue consolidado por los 'Padres' de la Iglesia, como Tertuliano, que pensaba que una mujer no solo era 'la entrada del diablo' sino también 'un templo construido sobre una alcantarilla'".
Sin embargo, otros estudiosos han argumentado que el cristianismo no incluye principios misóginos, o al menos que una interpretación correcta del cristianismo no incluirían principios misóginos. David M. Scholer, erudito bíblico del Seminario Teológico de Fuller, establece que el verso Gálatas 3:28 ("No hay ni judío ni griego, no hay esclavo ni libre; no hay varón ni mujer; porque todos vosotros sois uno en Cristo Jesús") es "la base teológica pauliana fundamental para la inclusión de las mujeres y los hombres en condiciones de igualdad y mutuo respeto en todos los ministerios de la Iglesia". En su libro ¿Equidad en Cristo? Gálatas 3.28 y la disputa de género, Richard Hove argumenta que —mientras Gálatas 3:28 dice que el sexo de uno no afecta la salvación— "sigue habiendo un patrón en el que la mujer debe emular la sumisión de la Iglesia a Cristo y al esposo es a emular el amor de Cristo por la Iglesia".
En Hombres cristianos que odian a las mujeres, la psicóloga clínica Margaret J. Rinck escribe que la cultura social cristiana a menudo permite a un misógino el "mal uso de la sumisión ideal bíblica". Sin embargo, argumenta que esta es una distorsión a la "sana relación de sumisión mutua" que en realidad se especifica en la doctrina cristiana, donde "el amor se basa en un profundo respeto mutuo como principio rector de todas las decisiones, acciones y planes". Igualmente, el erudito católico Christopher West argumenta que "la dominación masculina viola el plan de Dios y es el resultado del pecado".

### Hinduismo
El satí, un tradicional rito hindú que consiste en la inmolación de las viudas junto con el cadáver del marido, y que representa una eliminación completa de los derechos de una clase entera de mujeres —las viudas—, fue prohibido por los ingleses a partir de 1829, y denunciado por Karen McCarthy Brown, quien comentó: «reconozco la misoginia cuando la veo». Gayatri Spivak escribió que el satí «demuestra lo subordinadas que las mujeres estaban en la sociedad hindú», pero al mismo tiempo criticó a los ingleses, alegando que  «la voz-conciencia de las hindús fue acallada», al salvar el hombre europeo a las mujeres de tez oscura del feminicidio por incineración según la tradición cultural indígena de su pueblo nativo.

### Islam
El cuarto capítulo del Corán (o sura) se llama "Mujeres" (An-Nisa). El verso 34 es un texto clave en la crítica feminista contra el Islam. El versículo dice: "Los varones tienen autoridad sobre las mujeres porque Alá ha hecho [a] algunos de ellos que superen a otros, ya que pasan fuera de su propiedad; las buenas mujeres son por lo tanto obedientes, guardando lo oculto como Alá ha guardado, y [para] aquellos en cuya parte temes la deserción, amonestarlos, y déjalos solos en los lugares de dormir y los golpéas, y luego si os obedecen, no busques una manera contra ellos; Alá es grande, es maravilloso".
En su libro Caso de estudio: El Islam popular y la misoginia de Bangladés, Taj Hashmi discute sobre la misoginia en relación con la cultura musulmana (en particular en Bangladés), escribe:

Gracias a las interpretaciones subjetivas del Corán (casi exclusivamente por los varones), la preponderancia de los mullahs misóginos y la ley Sharia retrógrada en la mayoría de los países "Musulmanes", el Islam es conocido como promotor de la misoginia en su peor forma. Aunque no hay manera de defender las llamadas "grandes" tradiciones del Islam como libertario e igualitario con respecto a las mujeres, podemos trazar una línea entre los textos del Corán, el corpus de la escritura y las palabras abiertamente misóginas pronunciadas por el mullah que tiene muy poca o ninguna relevancia para el Corán.

En su libro No dios pero Dios, el profesor de la Universidad del Sur de California, Reza Aslan escribe que la "interpretación misógina" ha sido persistentemente unida a An-Nisa, 4:34 porque los comentarios sobre el Corán "han sido el dominio exclusivo de los varones musulmanes".

### Sijismo

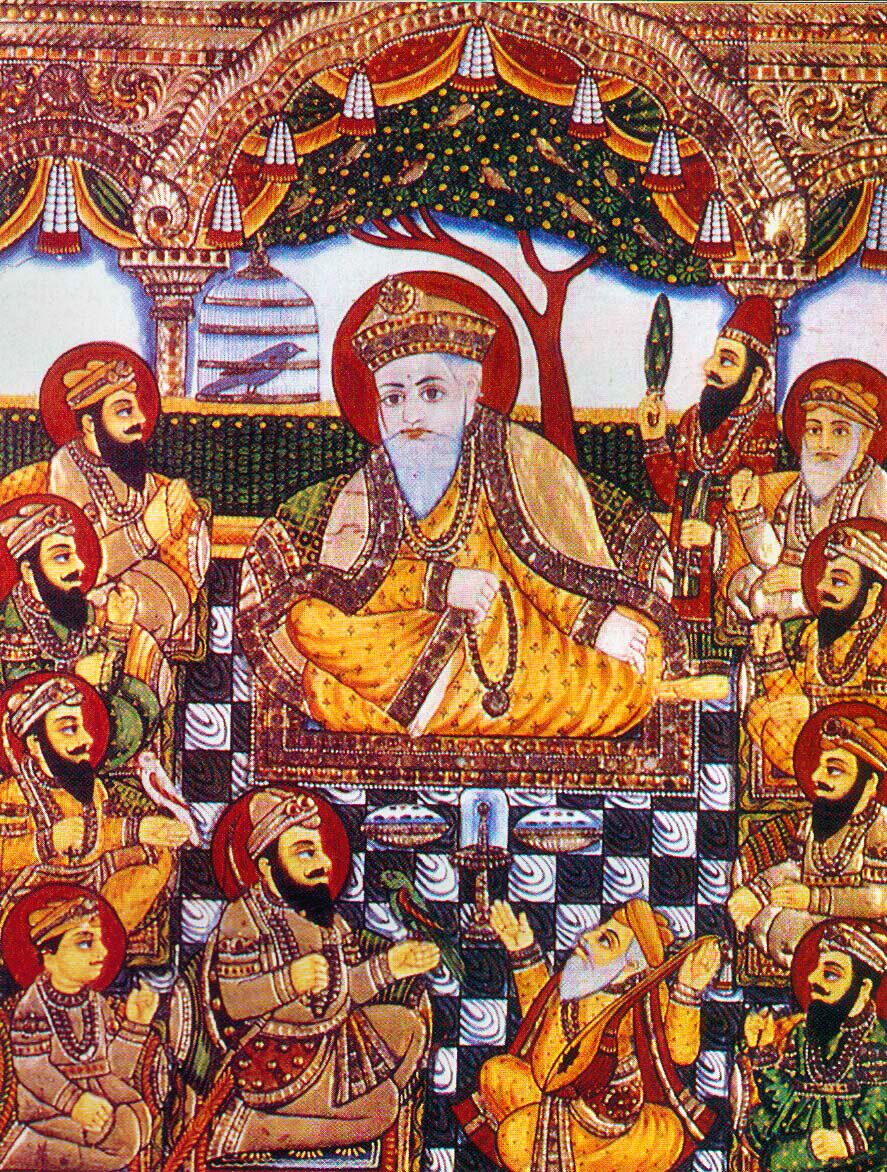
Guru Nanak en el centro, junto a otras figuras Sikh.

Los eruditos William M. Reynolds y Julie A. Webber han escrito que el Guru Nanak, fundador de la fe Sijista, era un "luchador por los derechos de las mujeres"; no era "de ninguna manera misógina" en contraste con algunos de sus contemporáneos.

### Cienciología
En su libro Cienciología: una nueva inclinación en la vida, L. Ron Hubbard escribe el siguiente pasaje:

Una sociedad en la que a las mujeres se les enseña cualquier cosa que no sea el manejo de una familia, el cuidado de los hombres y la creación de la generación futura es una sociedad que está en vías de extinción.
En el mismo libro también escribe:

Los historiadores pueden vincular el punto en que una sociedad comienza su descenso más pronunciado en el instante en que las mujeres comienzan a participar, en igualdad de condiciones con los hombres, en los asuntos políticos y de negocios, ya que esto significa que los hombres son decadentes y las mujeres ya no son mujeres. Esto no es un sermón sobre el papel o la posición de la mujer; se trata de una declaración de un hecho simple y básico.
Estos pasajes junto con otros similares de Hubbard, han sido criticados por Alan Scherstuhl de The Village Voice como expresiones de odio contra la mujer. Sin embargo, el profesor de la Universidad de Baylor J. Gordon Melton escribe que Hubbard más tarde desechó y derogó la mayor parte de sus opiniones sobre las mujeres, Melton afirma que los puntos de Hubbard son simplemente eco de los prejuicios comunes de ese tiempo. Melton también ha declarado que la Iglesia de la Cienciología da la bienvenida a ambos géneros por igual a todos los niveles —desde posiciones de liderazgo a auditorías, etcétera— ya que los cienciólogos ven a las personas como seres espirituales.

## Filósofos
Muchos filósofos occidentales han sido acusados de ser misóginos, incluyendo a René Descartes, Thomas Hobbes, John Locke, David Hume, Jean-Jacques Rousseau, G. W. F. Hegel, Arthur Schopenhauer, Friedrich Nietzsche, Sigmund Freud, Otto Weininger, Oswald Spengler, y John Lucas.

### Schopenhauer
Arthur Schopenhauer ha sido acusado de ser misógino por su ensayo "Sobre la mujer" (Über die Weiber) en el que expresa su oposición a lo que el llama "estupidez teutónico-cristiana" en asuntos femeninos. Discute que las mujeres "por naturaleza deben obedecer" ya que son "infantiles, frívolas y de poca visión". Aclama que ninguna mujer jamás ha producido ningún gran arte o "ningún trabajo de valor trascendente". También discute que las mujeres no poseían ninguna belleza real:

Es solo un hombre cuyo intelecto está nublado por su impulso sexual que podría dar el nombre al  sexo débil  a aquellas de talla menor, raza de hombros estrechos, caderas anchas y piernas cortas; toda la belleza del sexo está ligada a este impulso. En lugar de llamarlas hermosas sería más justo describir a las mujeres como el sexo antiestético.

### Nietzsche
En Más allá del bien y del mal, Friedrich Nietzsche señala que el control sobre las mujeres era una condición de "cada cultura avanzada". En Así Habló Zarathustra, hay un personaje femenino que dice "¿Usted va a las mujeres? ¡No olvide el látigo!". En El ocaso de los ídolos, Nietzsche escribe "Las mujeres son consideradas profundas. ¿Por qué? Porque nunca consideramos sus profundidades. Pero las mujeres ni siquiera son superficiales". Existe la controversia sobre estas preguntas, y si existe o no misoginia en ellas, si su polémica contra la mujer está destinada a ser tomada literalmente, y la naturaleza exacta de sus opiniones acerca de las mujeres.

### Hegel
La perspectiva de Hegel sobre las mujeres se ha dicho que es misógina. Algunos pasajes de Elements of the Philosophy of Right se utilizan con frecuencia para ilustrar la supuesta misoginia de Hegel:

Las mujeres son capaces de la educación, pero no se hacen para actividades que exigen una facultad universal como las ciencias más avanzadas, la filosofía y ciertas formas de producción artística ... Las mujeres regulan sus acciones no por las exigencias de universalidad, sino por inclinaciones arbitrarias y opiniones.

## Teoría feminista
Los adeptos a esta corriente claman que parte de la misoginia resulta del complejo Virgen-Prostituta, la incapacidad de ver a las mujeres como algo más que «madres» o «putas»; las personas con esta concepción colocan a cada mujer en una de estas categorías. Otra variante del modelo es que una de las causas de la misoginia es que algunos hombres tienden a pensar en términos de una dicotomía virgen/puta que se traduce en que los hombres consideran «putas» a cualquier mujer que no se adhiere a un estándar patriarcal de pureza sexual, inclusive desprecian a víctimas de abusos o violencia de género aludiendo que «ellas no sirven».
La feminista Marilyn Frye afirma que la misoginia es, en su raíz, falogocéntrico y homoerótico. En The Politics of Reality, Frye dice que existe un personaje misógino en la ficción de C. S. Lewis de la Apologética cristiana; argumenta que tal misoginia privilegia al hombre como sujeto de atención erótica. Compara los ideales de Lewis en las relaciones de género a las redes de prostitución masculina, sosteniendo que comparten la visión de los hombres que buscan dominar a otras personas como menos propensos a asumir roles de sumisión por una sociedad patriarcal, pero lo hacen como una burla teatral hacia las mujeres.
A finales del siglo veinte, los teóricos de la segunda ola del feminismo afirmaban que la misoginia es al mismo tiempo la causa y el resultado de una estructura social patriarcal.

## Críticas al concepto
Camille Paglia, una autora proclamada «feminista disidente» que ha estado a menudo en desacuerdo con otras feministas académicas, sostiene que existen graves fallas en la interpretación de la misoginia inspirada en el marxismo, utilizado de forma frecuente por la segunda ola del feminismo. Por el contrario, Paglia sostiene que una lectura atenta de los textos históricos revela que los hombres no «odian» a las mujeres, sino que las «temen».